# Hafellia curatellae
Hafellia curatellae är en lavart som först beskrevs av Gustaf Malme och som fick sitt nu gällande namn av Bernhard Marbach. 
Hafellia curatellae ingår i släktet Hafellia och familjen Physciaceae. Inga underarter finns listade i Catalogue of Life.